# Zabrzeż
Zabrzeż is een Pools dorp in het administratief district Lacko in de Powiat Nowosądecki, in Klein-Polen. De plaats heeft 1100 inwoners.